# Il giorno del furore
Il giorno del furore (Days of Fury) è un film del 1973 diretto da Antonio Calenda.

## Trama
Palizyn è il potente patriarca di una famiglia aristocratica nella Russia pre-rivoluzionaria. Spietato, selvaggio e autoritario esercita una grande influenza sui suoi dipendenti, sui suoi pari e sul suo esercito di servi. Vadim, apparentemente il più miserabile e obbediente dei servi, organizza segretamente una ribellione.